# Champeaux (Ille-et-Vilaine)
Champeaux település Franciaországban, Ille-et-Vilaine megyében. Lakosainak száma 504 fő (2022. január 1.). Champeaux Montreuil-sous-Pérouse, Landavran, Marpiré, Pocé-les-Bois, Saint-Jean-sur-Vilaine és Val-d’Izé községekkel határos.

## Népesség
A település népességének változása:
| Lakosok száma | 322  | 329  | 390  | 456  | 476  | 491  | 504  | 514  | 511  | 504  |
|               | 1968 | 1982 | 1990 | 2006 | 2013 | 2015 | 2017 | 2019 | 2020 | 2022 |